# 1759 en architecture
| Années de l'architecture : 1756 - 1757 - 1758 - 1759 - 1760 - 1761 - 1762    |
| Décennies de l'architecture : 1720 - 1730 - 1740 - 1750 - 1760 - 1770 - 1780 |

Cet article présente les faits marquants de l'année 1759 en architecture.

## Réalisations
- x

## Événements
- Sir William Chambers publie A Treatise on Civil Architecture à Londres.

## Récompenses
- x

## Naissances
- x

## Décès
- Carlo Francesco Dotti (° 1670).